# Eesti Laul 2017

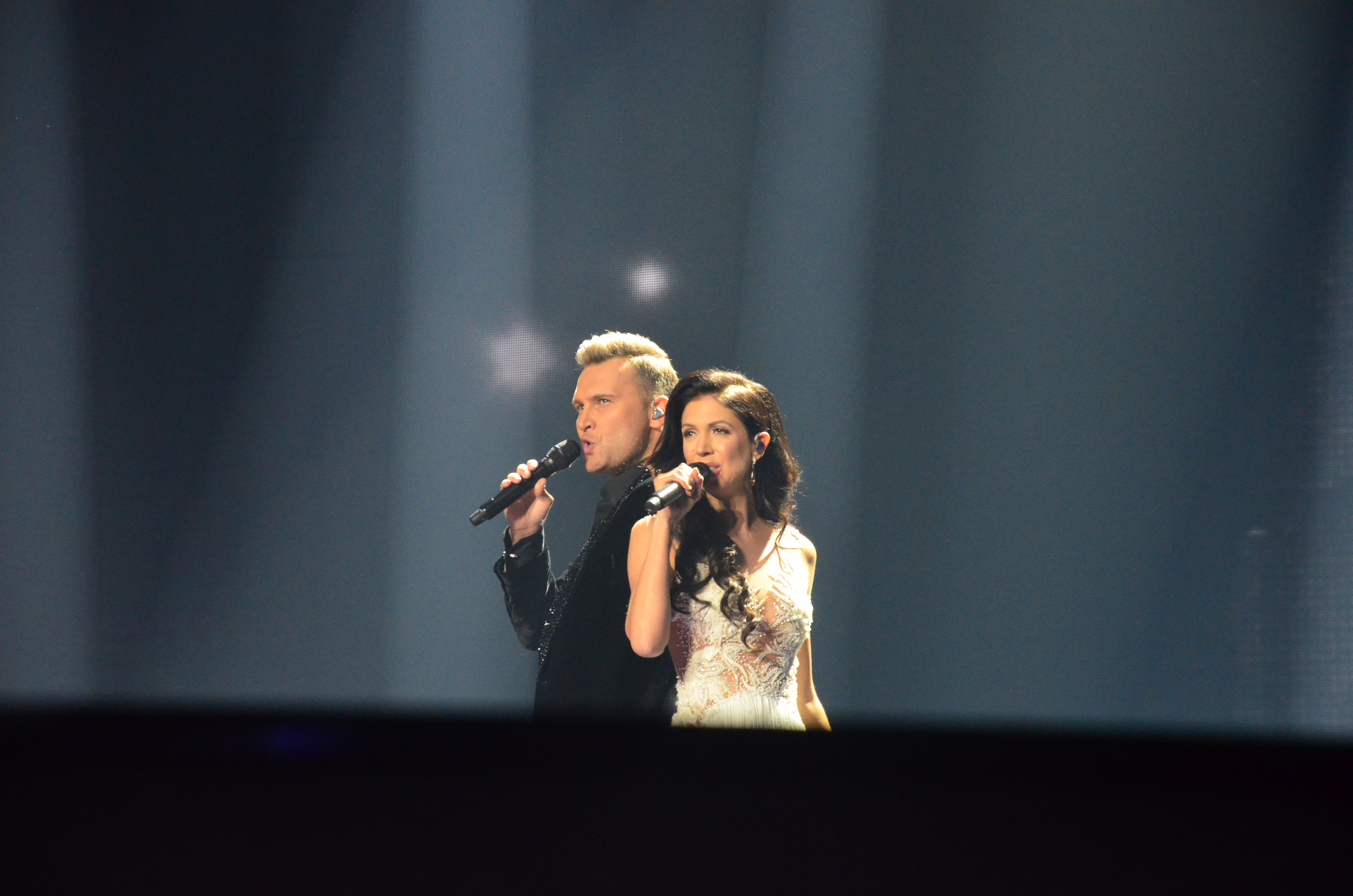
Koit Toome e Laura durante um ensaio antes da segunda semifinal

A Estônia competirá no Eurovision Song Contest 2017. Esse evento marcará a 23.ª participação do país no concurso. A rede de radiofusão Eesti Rahvusringhääling (ERR) organizará a final nacional Eesti Laul 2017 para selecionar a canção da Estônia na edição de 2017 em Kiev, Ucrânia, onde o país participará durante a segunda metade da segunda semifinal, em 11 de maio.

## Final nacional
A final nacional ocorrerá em 4 de março de 2017 com as dez canções que avançaram das semifinais.
| Ordem | Artista                           | Canção          | Votos   | Votos   | Votos | Posição |
| Ordem | Artista                           | Canção          | Jurados | Público | Total | Posição |
| ----- | --------------------------------- | --------------- | ------- | ------- | ----- | ------- |
|       | Ariadne                           | "Feel Me Now"   |         |         |       |         |
|       | Daniel Levi                       | "All I Need"    |         |         |       |         |
|       | Elina Born                        | "In or Out"     |         |         |       |         |
|       | Ivo Linna                         | "Suur loterii"  |         |         |       |         |
|       | Karl-Kristjan & Whogaux com Maian | "Have You Now"  |         |         |       |         |
|       | Kerli                             | "Spirit Animal" |         |         |       |         |
|       | Koit Toome & Laura                | "Verona"        |         |         |       |         |
|       | Lenna Kuurmaa                     | "Slingshot"     |         |         |       |         |
|       | Liis Lemsalu                      | "Keep Running"  |         |         |       |         |
|       | Rasmus Rändvee                    | "This Love"     |         |         |       |         |